# Coquillettomyia lobata
Coquillettomyia lobata is een muggensoort uit de familie van de galmuggen (Cecidomyiidae). De wetenschappelijke naam van de soort is voor het eerst geldig gepubliceerd in 1907 door Ephraim Porter Felt.